# Fazekas Tibor (vízilabdázó, 1892)
Fazekas Tibor, eredetileg Friedmann Tibor (Budapest, 1892. június 9. – Budapest, 1982. május 11.) vízilabdázó, úszó.
Budapesten született Friedmann Sándor (Salamon) szabó és Altstädter Ilona fiaként. 1906-tól a MÚE (Magyar Úszó Egylet) sportolója volt, de a csapatba nem tudott bekerülni. 1910-től az FTC (Ferencvárosi Torna Club) vízilabdázója és úszója lett. Jelentős eredményeket vízilabdában ért el. 1912-től 1928-ig harminckétszer szerepelt a magyar válogatottban. Jelentős része volt a magyar vízilabda nemzetközi élvonalba kerülésében, a magyar vízilabdastílus kialakításában. Az 1912. évi nyári olimpiai játékokon tagja volt az első olimpiáján szereplő magyar válogatottnak. Részt vett az 1924. évi nyári olimpiai játékokon is. Az aktív sportolástól 1928-ban vonult vissza.

## Sporteredményei
- olimpiai játékok
  - 5. helyezett (1912, 1924)
- Európa-bajnokság
  - bajnok (1926, 1927)
- Magyar bajnokság
  - bajnok (1910, 1911, 1912, 1913, 1918, 1919, 1920, 1921, 1922, 1925, 1926, 1927)
  - második (1923, 1924)
- Magyar kupa
  - győztes: 1924, 1926